# HD72942
HD72942 — хімічно пекулярна зоря спектрального класу A2, що має видиму зоряну величину в смузі V приблизно  7,5.
Вона  розташована на відстані близько 458,7 світлових років від Сонця.